# 拝島橋
拝島橋（はいじまばし）は、東京都昭島市の多摩川に架かる国道16号の橋長527 m（メートル）の桁橋。

## 概要
形式は鋼3径間連続箱桁橋3連で、上流側の外回り（昭島市街、新奥多摩街道方面）と下流側の内回り（八王子市街、中央道八王子IC方面）の2車線の橋が2本並行する。右岸の取り付け部は急なカーブとなっている。多摩川の下流側に八高線の多摩川橋梁があり道路橋としては多摩大橋がある。上流側には睦橋がある。
1期橋（上り左岸側）
- 形式 - 鋼3径間連続箱桁橋3連
- 橋長 - 527.000 m
  - 支間割 - ( 53.200 m + 2×53.800 m ) + (3×60.500 m) + (3×60.500 m)
- 有効幅員 - 11.5 m
- 橋台 - 逆T式橋台（直接基礎）2基
- 橋脚 - 小判型橋脚（ニューマチックケーソン基礎）8基
- 床版 - 鉄筋コンクリート
- 総鋼重 - 2156 t
- 施工 - 三井造船[注釈 1]・宮地鐵工所[注釈 2]・横河橋梁製作所[注釈 3]
- 架設工法 - トラッククレーン・ベント工法

2期橋（下り）
- 形式 - 鋼3径間連続箱桁橋3連
- 橋格 - 1等橋（TL-20）
- 橋長 - 527.000 m
  - 支間割 - ( 53.200 m + 2×53.800 m ) + (3×60.500 m) + (3×60.500 m)
- 幅員
  - 総幅員 - 12.400 m
  - 有効幅員 - 11.500 m
  - 車道 - 8.000 m
  - 歩道 - 片側3.500 m
- 床版 - 鉄筋コンクリート
- 総鋼重 - 2160 t
- 架設工法 - トラッククレーン・ベント工法
- 施工 - 東日本鉄工・松尾橋梁[注釈 4]・横河ブリッジ

## 歴史
昭和初期までは渡船（拝島の渡し）で往来していたが、下流に日野橋が開通すると、当時の拝島村でも架橋の運動が高まった。1937年（昭和12年）12月に東京府は橋の建設を決定し、1939年（昭和12年）より工事に着手したが、橋脚12本を立てたところで戦争の影響により1942年（昭和17年）5月に工事が中断した。戦後に渡船は廃止され、仮橋で対応したが1950年（昭和25年）に工事再開。1955年（昭和30年）3月12日に橋長526.6 m、有効幅員8 mの鉄筋コンクリートゲルバー橋T桁橋である初代の拝島橋が竣工した。1983年（昭和58年）に老朽化と幅員狭小、交通量増大に対応する架替および4車線化が決まり、まず既設橋の上流側に2車線の新設橋1期工事が着工、1987年（昭和62年）に開通した。その後既設橋も架け替えられ、新設橋2期工事が1992年（平成4年）4月に完成した。